# Nokia C2-01
A Nokia C2-01 egy a Nokia által gyártott mobiltelefon. A Nokia C2-01 támogatja a 3G-s hálózatot és a hátsó kamerát is. Viszont csak egyetlen SIM kártyát támogat. Az első változata 2011. március 12-én került le a futószalagról és 2011. június 21-én került piacra. Elődjét, a Nokia 2730 classic-ot helyettesíti, és most már javult a specifikáció. 2016. decemberében azonban a Nokia 222 és a Nokia 225 modellek szinte teljesen kiszorították.

## Jellemzők
A Nokia C2-01 viszonylag jó minőségű, 3,2 megapixeles hátsó kamerát támogat a képek rögzítéséhez.

## Specifikációs adatlap
A Nokia C2-01 specifikációs adatai itt olvashatók.
 Ennél több információt máshol nem talál.
| Típus                        | Specifikáció |
| ---------------------------- | --- |
| Módok                        | GSM 850/900/1800/1900 (UMTS 850/1900/2100) |
| Regionális elérhetőség       | Kína, Eurázsia, India, Közel-Kelet, SEAP |
| Súly                         | 89 g |
| Méretek                      | 109,8 × 46,9 × 15,3 mm |
| Elem élettartama             | Beszélgetési idő: 8 óra (GSM) Készenléti idő: 400 óra (GSM) |
| Kijelző                      | Típus: TFT LCD TFT Színek: 256 000 (18 bites) Méret 2.0 "Felbontás: 240 × 320 képpont |
| Platform / OS                | BB5 / Nokia Series 40, 6. kiadás Lite |
| Memória                      | 54,5 MB |
| Digitális TTY / TDD          | Igen |
| Több nyelv                   | Igen |
| Rezgés                       | Igen |
| Bluetooth                    | Támogatott profilok: DUN, FTP, GAP, GOEP, HFP, HSP, OPP, PAN, PBAP, SAP, SDAP, SPP |
| PC Sync                      | Igen |
| USB                          | Micro-USB |
| Több szám név szerint        | Igen |
| Egyéni grafikák              | Igen |
| Egyéni csengőhangok          | Igen |
| Alapértelmezett csengőhangok | Alablaster, Bespoke, Kerékpár, Breeze, Hangjelző, Kockák, Elektronikus, Equinox, Horizont, Császári, Hangulatban Jazz, Kalimba, Lumina, Marbles, Minima, Monkey dob, Mystique, Plinky kalinka, Ringie, Roadie, Rózsafa, Shimmy, Signum, Ezüst, Skysail, Subtile, Sun szórakozás, Pályázat, Timer, Tinker, Topic, Trike, Violet, Westward, Xylophone |
| Adathasználható              | Igen |
| Flight Mode                  | Igen |
| Csomag adatok                | Technológia: GPRS, EDGE |
| WLAN                         | Nem |
| WAP / böngésző               | HTML over TCP / IP, WAP 2.0, Opera Mini, XHTML TCP / IP-n keresztül |
| Prediktív szövegbevitel      | T9 |
| Oldalsó gombok               | egyik sem |
| Memóriakártya-nyílás         | Kártya típusa: microSD (max. 16 GB) |
| MMS                          | MMS 1.2 / SMIL |
| Szöveges üzenetküldés        | 2-utas: Igen |
| FM rádió                     | Sztereó: Igen |
| Zenelejátszó                 | Támogatott formátumok: AAC, AAC +, AMR-NB, AMR-WB, eAAC +, MIDI hangok (poly 64), mobil XMF, MP3, MP4, NRT, True tónusok, WAV, WMA |
| Kamera                       | Felbontás: 3,2 MP (2048 x 1536 px) |
| Streaming Video              | Nem |
| Videófelvétel                | QVGA, 15 fps / 3GPP formátumok (H.263), H.264 / AVC, MPEG-4, WMV |
| Ébresztőóra                  | Igen |
| Számológép                   | Igen |
| Naptár                       | Igen |
| SyncML                       | Igen |
| To-Do List                   | Igen |
| Hangmemória                  | Igen |
| Játékok                      | Block'd, Bounce Tales, Brain Champion, City Bloxx, Diamond Rush , Snake III, Sudoku |
| Headset Jack                 | Igen (3,5 mm) |
| Hangszóró                    | Igen |

## Fordítás
Ez a szócikk részben vagy egészben  a   Nokia C2-01 című angol Wikipédia-szócikk fordításán alapul.  Az eredeti cikk szerkesztőit annak laptörténete sorolja fel. Ez a jelzés csupán a megfogalmazás eredetét és a szerzői jogokat jelzi, nem szolgál a cikkben szereplő információk forrásmegjelöléseként.